# NGC 2076
NGC 2076 في الفهرس العام الجديد، هي مجرة، تقع في كوكبة الأرنب. اكتشفت في 4 فبراير 1785 بواسطة ويليام هيرشل.

## روابط خارجية
- NGC 2076 على موقع ويكي سكاي: DSS2, SDSS, GALEX, IRAS, Hydrogen α, X-Ray, Astrophoto, Sky Map, Articles and images